# Belimour
Belimour (em árabe: بليمور) é uma cidade e comuna localizada na província de Bordj Bou Arreridj, Argélia. Segundo o censo de 2008, a população total da cidade era de 11 019 habitantes.